# Cleome briquetii
Cleome briquetii är en paradisblomsterväxtart som beskrevs av Roger Marcus Polhill. Cleome briquetii ingår i släktet paradisblomstersläktet, och familjen paradisblomsterväxter. Inga underarter finns listade i Catalogue of Life.